# Izak van der Merwe
Izak van der Merwe (Johannesburg, 26 gennaio 1984) è un ex tennista sudafricano; ha raggiunto in carriera il 124º posto del ranking mondiale ATP.